# Sitting in the Midday Sun
«Sitting in the Midday Sun» es una canción interpretada por la banda británica de rock The Kinks. Escrita por el vocalista Ray Davies, la canción fue grabada en junio de 1973 en los estudios Konk y publicada a finales de ese mismo mes por RCA Victor como el segundo sencillo del duodécimo álbum de estudio de la banda Preservation Act 1.

## Antecedentes y grabación
Doug Hinman estima que «Sitting in the Midday Sun» fue la primera canción grabada en los nuevos estudios Konk de The Kinks. La canción se grabó alrededor del 8 de junio y se trabajó junto con varias canciones del próximo LP de la banda.
Izabela Curyllo-Klag consideró al protagonista de «Sitting in the Midday Sun» como un ejemplo de un personaje de Davies que lidia con las tensiones económicas y sociales conservando su autenticidad y convirtiéndose en un paria en los márgenes de la sociedad, a diferencia de otros Davies. personajes que aspiran a la movilidad social pero que pierden autenticidad.

## Lanzamiento y recepción
Fue respaldado por «One of the Survivors» para su lanzamiento en el Reino Unido, donde salió en junio; para su lanzamiento en agosto en los Estados Unidos, el lado B se sustituyó por «Sweet Lady Genevieve». El sencillo recibió poca promoción a ambos lados del Atlántico y no llegó a alcanzar ningún puesto en las listas de sencillos, pero fue bien recibido por la prensa de rock estadounidense. Alan Betrock de Rock Marketplace escribió: “La nueva canción de Kinks tiene que traer sonrisas a muchas caras. [...] «Sitting in the Midday Sun» suena como si hubiera salido directamente de Village Green y melódicamente y líricamente está bastante bien”. La recepción en el Reino Unido fue mixta. Melody Maker elogió «Sitting in the Midday Sun», destacando su “sonido perezoso de verano” y llamándolo “otra melodía ganadora de Raymond Douglas Davies y los chicos”. La recepción de New Musical Express fue mixta: “Uno de esos sencillos ligeros que The Kinks lanzan cuando están esperando que Ray Davies presente algo realmente notable. Es una pequeña canción de verano adecuadamente agradable que hará lo que se supone que debe hacer”. Disc calificó el sencillo como “uno de los mejores lanzamientos de la semana”.

## Evaluación retrospectiva
En AllMusic, Stephen Thomas Erlewine calificó a «Sitting in the Midday Sun» como “tiernamente perezoso” y lo señaló como uno de los aspectos más destacados del álbum. Nevile Marten y Jeff Hudson, sin embargo, lo llamaron una “reescritura conjunta de «Sunny Afternoon» y «Sitting by the Riverside» [...] que nunca fue necesario”. El autor británico Rob Jovanovic dijo que la canción, “podria ser el tema musical de una sitcom familiar”.